# Kustbevakningen-Flug 585
Der Kustbevakningen-Flug 585 (Funkrufzeichen KBV585) war ein Überwachungsflug der schwedischen Küstenwache (Kustbevakningen) am 26. Oktober 2006, auf dem an der eingesetzten CASA C-212 Aviocar 200 im Flug eine Tragfläche abbrach, woraufhin die Maschine im Falsterbo-Kanal ins Meer stürzte und alle vier Insassen starben.

## Maschine
Bei der betroffenen Maschine handelte es sich um eine 1986 gebaute CASA C-212 Aviocar 200 aus spanischer Produktion. Die Maschine mit der Werknummer 346  wurde am 18. August 1986 mit dem Luftfahrzeugkennzeichen SE-IVF auf die schwedische Küstenwache (Kustbevakningen) zugelassen, erhielt bei dieser die Flottennummer 585 und wurde von dieser seitdem durchgehend genutzt. Das zweimotorige Regionalverkehrsflugzeug war mit zwei Turboproptriebwerken des Typs Garrett TPE331-10R-512C ausgerüstet. Bis zum Zeitpunkt des Unfalls hatte die Maschine eine Gesamtbetriebsleistung von 17.048 Betriebsstunden absolviert, auf die 7.389 Starts und Landungen (= Flugzyklen) entfielen.

## Insassen
An Bord befand sich eine vierköpfige Besatzung, bestehend aus einem 41-jährigen Flugkapitän, einem 28-jährigen Ersten Offizier sowie zwei Mann Bedienpersonal (30 und 47 Jahre) für die Systembedienung. Der Flugkapitän verfügte über 4.424 Stunden Flugerfahrung, von denen er 4.192 Flugstunden in der CASA C-212 absolviert hatte, der Erste Offizier hatte von seinen 638 Stunden Flugerfahrung 421 Flugstunden in der CASA C-212 abgeleistet.

## Unfallhergang
Die Maschine hob um 11:09 Uhr vom Flughafen Ronneby-Kallinge zu einem routinemäßigen Küstenüberwachungsflug ab.
Während des Fluges erhielt die Besatzung vom Kontrollzentrum eine Anweisung, den Falsterbokanal zu überfliegen, wo die schwedische Küstenwache eine Basis hat. Die Piloten bestätigten dies und änderten entsprechend den letzten Teil ihres Flugplans.
Um 13:23 Uhr überflog die Maschine die Küste bei Falsterbonäset auf nordnordwestlichem Kurs entlang des Kanals. Das Flugzeug flog dann weiter über das Meer und kehrte nach einer Linkskurve zurück, um sich der Basis zu nähern. Anschließend wurde ein weiterer Vorbeiflug mit geringer Geschwindigkeit über der Basis und entlang des Kanals in die entgegengesetzte Richtung durchgeführt. Hinter dem Ende des Kanals drehte das Flugzeug wieder nach links und flog ein letztes Mal in Richtung der Basis. Als sich das Flugzeug der Basis erneut näherte, ließen die Piloten die Tragflächen etwas zur Seite und wieder zurück kippen. Nach zwei- oder dreimaligem Wiederholen des Manövers war ein lauter Knall zu hören, und die gesamte linke Tragfläche riss vom Flugzeug ab. Anschließend rollte das Flugzeug in Rückenlage und stürzte um 13:26 Uhr Ortszeit mitsamt der abgerissenen linken Tragfläche in das Hafenbecken, wo es beim Aufprall auseinanderbrach. Alle vier Insassen an Bord kamen ums Leben.

## Ursache
Die technische Untersuchung ergab, dass die Ursache für den Abriss der Tragfläche ein etwa 84 cm langer Ermüdungsbruch in der Tragflächenunterhaut im Bereich der Tragflächenwurzel war. Der Riss in der Unterhaut der Tragfläche, die Teil der tragenden Struktur ist, führte dazu, dass die Festigkeit der Tragfläche stark beeinträchtigt wurde.
Im Verbindung mit den durchgeführten Rollmanövern  wirkten kurzzeitige Auftriebs- und Massenkräfte auf die Maschine ein, was zu einem endgültigen Abriss der linken Tragfläche führte, die sich nach oben bog und sich vom Flugzeugrumpf trennte. Die gleiche Art von Ermüdungsriss wurde an einer ähnlichen Stelle an der rechten Tragfläche gefunden, allerdings war dieser weit weniger ausgeprägt. Der Beginn und die Entwicklung dieser Risse an der linken und rechten Tragfläche ähnelten sich. Die metallurgische Untersuchung ergab, dass sie bereits in einem frühen Stadium entstanden und über längere Zeit unentdeckt gewachsen waren. Die Lage der Risse unter den Doppelblechen bedeutete, dass sie von der Außenseite der Tragfläche nicht sichtbar waren.
Die Unfalluntersuchungskommission hielt die Konstruktion der Tragflächenwurzeln am Flugzeugrumpf für ungeeignet, da die Verkleidungen zwischen Flugzeugrumpf und Tragfläche vertikale Lasten übertragen können, für die sie nicht vorgesehen sind. Aufgrund der Konstruktion kann unter Umständen ein erheblicher Anteil dieser Lasten in einem Band quer zum primären Lastpfad der Haut auf die untere Tragflächenhaut übertragen werden.
Die Merkmale der Ermüdungsrisse, die in der linken Tragfläche zum Abriss führten, sind typisch für Multiple Site Damage (MSD). Die Ermüdungsrisse könnten durch Restspannungen in der unteren Tragflächenhaut entstanden sein, die seit der Herstellung des Tragfläche vorhanden gewesen oder die durch eine kurzzeitige Überlastung während des Betriebs entstanden sein könnten. In der Untersuchung gab es keine Hinweise darauf, auch wenn diese Möglichkeit nicht ausgeschlossen werden konnte.
Die Unfalluntersuchungskommission hielt es jedoch für wahrscheinlicher, dass die Ermüdungsrisse während des normalen Flugbetriebs in Kombination mit zusätzlichen Vibrationen und/oder oszillierenden Belastungen zu einem bestimmten Zeitpunkt in der Geschichte des verunfallten Flugzeugs entstanden sind. Der Schadensverlauf habe sich über einen längeren Zeitraum entwickelt und eine Kombination der oben genannten Faktoren könne nicht ausgeschlossen werden. Nach Einschätzung der Kommission habe der Hersteller die Materialbeanspruchung und die Gefahr der Rissbildung in diesem Bereich unterschätzt und damit die Stabilität der Tragflächen überschätzt.
Das herstellerseitig vorgesehene Wartungsprogramm für diesen Flugzeugtyp war nicht in der Lage, relevante Maßnahmen zu erkennen und vorzuschreiben, um das Wachstum dieser speziellen Ermüdungsrisse zu verhindern. Der Hersteller nutzte auch nicht die Möglichkeit, das verunglückte Flugzeug, das über die größte Zahl an Betriebsstunden aller CASA C-212 der schwedischen Küstenwache verfügte, zur Risswachstumsprüfung als Stichprobe zu nutzen, um möglicherweise kritische Bereiche hinsichtlich Ermüdungsrissen zu identifizieren.

## Folgen
Nach dem Unfall schrieben Hersteller und Behörden besondere Kontrollen der betroffenen Bereiche an den Tragflächen auf Ermüdungsrisse vor.  
Infolge des Unfalls wurden alle verbliebenen Maschinen des Typs CASA Aviocar der schwedischen Küstenwache ausgesondert und nach Uruguay verkauft. Ersetzt wurden sie im Jahr 2008 durch Maschinen des Typs De Havilland DHC-8-300.